# Lustrina
La lustrina es una tela de lana con mezcla de algodón, que se tiñe en diversos colores y recibe por una de sus caras un apresto satinado y lustroso, de donde tomó su nombre. Esta tela, que se emplea para vestidos de señora, forros y otros usos, no se fabricó hasta el siglo XVIII.

## Otros tejidos
Reciben el mismo nombre de lustrina diversos tejidos de seda, especie de grisetas, pero de más lustre, entre las que se distinguen cuatro clases principales: 
- la lustrina sin pelo, que tiende a imitar el gró de Tours y que se puso de moda en Francia en 1765
- la lustrina con pelo, llamada así por tenerlo el revés, cayó en desuso
- la lustrina corriente que viene a ser un satén, muy usado en forrería
- la lustrina brochada lleva dibujos estampados o bordados con cadeneta